# لونو (أسطورة)
لونو (بالإنجليزية: Lono)‏ وجه لإله ثلاثي الأوجه في أساطير بولينيزيا. يشمل الوجهان الآخران کین (النور) وكو (الاستقرار)، ولقد وجدت هذه الأوجه في البداية في العمائين اللذان تحطما أشلاء فظهر منهما النور. رب الأغنية والزراعة في هاواي. انحدر على قوس قزح ليتزوج من فتاة هاواوية كانت في حقيقتها الربة لاكا Laka. أحد الآلهة الأربعة الكبار الموجودين حتى قبل خلق العالم.